# Bad Blue Boys (фанатське об'єднання)
Bad Blue Boys (абр. ВВВ) — фанатське об'єднання і рух уболівальників (ультрас) хорватського футбольного клубу Динамо (Загреб). Об'єднання вирізняється активною підтримкою збірної Хорватії та має яскраво виражену націоналістичну ідеологію. Всесвітню відомість Bad Blue Boys принесли події 13 травня 1990 року — «матч ненависті» на стадіоні Максимир
.

## Історія об'єднання
Угруповання Bad Blue Boys (BBB) було засноване 17 березня 1986 року в Загребі вболівальниками «Динамо» з різних районів міста, в угрупування увійшли націоналістично налаштовані мешканці Загреба. Ймовірно, назва їхнього фанатського об'єднання була навіяна фільмом 1983 року «Погані хлопці» з Шоном Пенном у головній ролі. Офіційним гімном формування стала пісня Dinamo ja volim («Я люблю Динамо») загребської рок-групи Pips, Chips & Videoclips, а талісманом угрупування є англійський бульдог, зображений також і на емблемі. На домашніх матчах «Динамо» на стадіоні «Максимир» Bad Blue Boys розміщуються на північній трибуні за воротами.

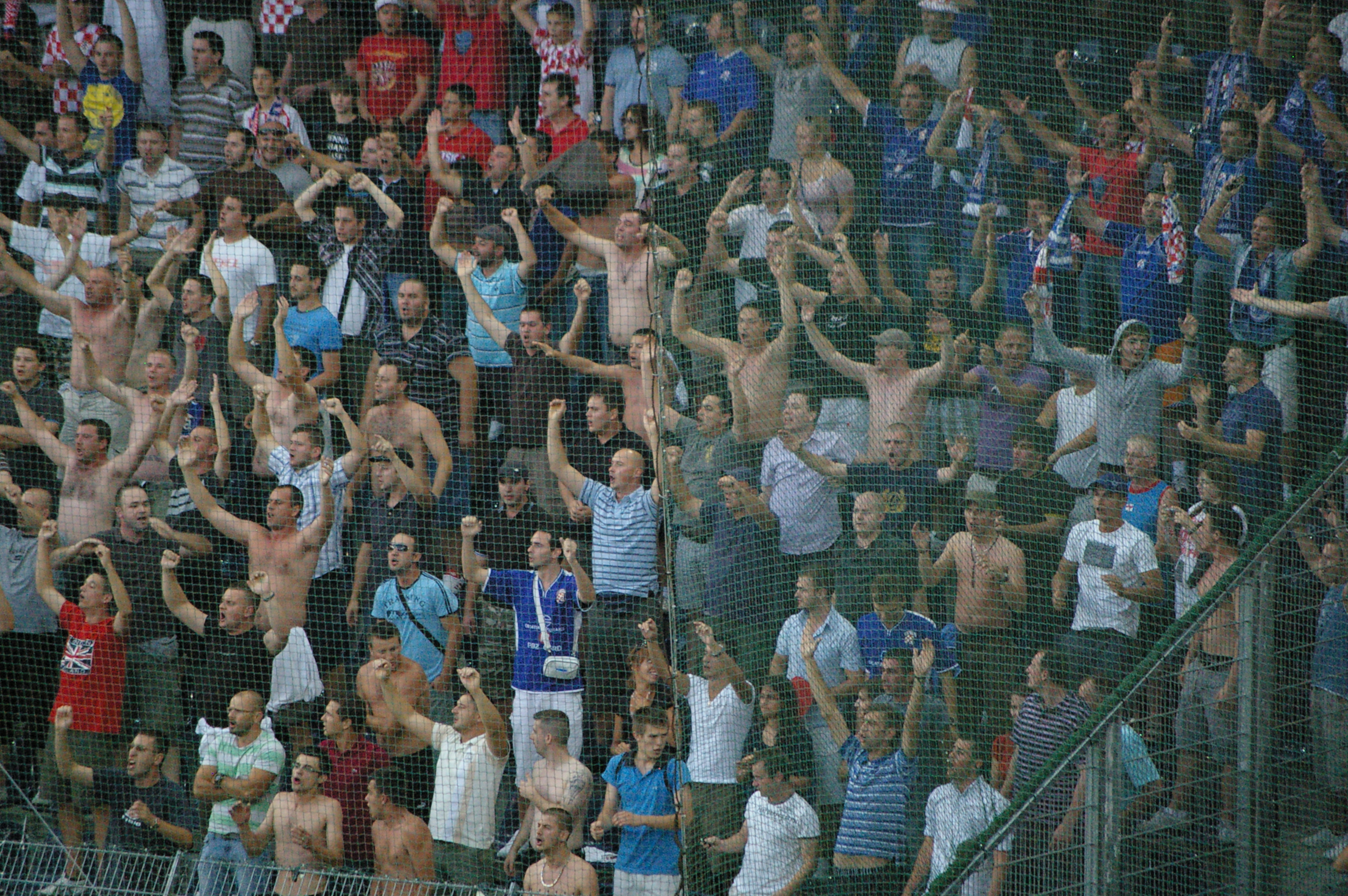
BBB в 2009 році на матчі в Зальцбурзі.

Загребський журналіст Андрій Крикович стверджував, що Bad Blue Boys були в авангарді націоналістичного руху в Хорватії в 1990 році, надаючи підтримку Франьо Туджману, який став першим президентом Хорватії, після перших національних виборів
.
13 травня 1990 року на стадіоні Максимир відбувся черговий поєдинок чемпіонату Югославії між 
«Динамо» Загреб та белградською «Црвеною Звездою». Сербський рух Делиje вирушив до столиці Хорватії у кількості три тисячі фанатів під керівництвом знаменитого кримінального авторитета Желька Ражнатовича, відомого під псевдонімом «Аркан». На думку багатьох дослідників, Аркан був пов'язаний із югославськими спецслужбами. Аркан організовував пограбування банків у Європі та мав підпільні казино в самій Югославії. Також він брав участь у кримінальних війнах у Європі, де виступав на боці противників «албанської мафії». 
Під час матчу Делиje почали провокувати місцеву публіку гаслами «Загреб – сербський» та «Ми вб'ємо Туджмана», хорвати відповідали вигуком «Серба на вербу». Потім Делиje зламали рекламний щит, а потім атакували вболівальників «Динамо», жбурляючи в них фаєри та відірвані сидіння.
Хорватські ультрас не потерпіли такого нахабства та спробували захистити своїх побратимів на північній трибуні. Однак міліціонери, що складалися переважно із сербів, почали застосовувати силу та сльозогінний газ, щоб не дати Bad Blue Boys дістатись гостьового сектору, тоді як фанатів «Црвеної звезди» ніхто не стримував.
Та все ж уболівальникам із Загреба вдалося прорвати кордон та дістатися до Делиje, після чого бійка перейшла на футбольне поле і тривала близько години, а наслідком стали кілька сотень постраждалих. Міліція стала на сторону сербів, і тоді майбутня зірка «Мілана» Звонимир Бобан кинувся на одного з захисників правопорядку. Після цього він був визнаний з однієї сторони національним героєм, з іншої — хорватським націоналістом. Бобана дискваліфікували на 6 місяців. Ці події отримали назву «матч ненависті». Значну кількість членів Bad Blue Boys затримала міліція, піддавши потім тортурам у її відділках. Заради справедливості слід зауважити, що після матчу був затриманий і Аркан, але збройним формуванням, підконтрольним Франьо Туджману. Щодо обставин звільнення Аркана з-під варти існують різні версії. 
Загребський кінорежисер Саша Подгорелець, який зняв документальний фільм про Bad Blue Boys, зазначав, що загребські фанати, які усвідомили свою власну національну ідентичність, виявляли сміливість, висловлюючи свої бажання незалежності Хорватії в той час, як інші побоювалися говорити про це
. Згодом об'єднання виступило проти ініціативи про перейменування «Динамо» на «Кроацію». Франьо Туджман часто відвідував домашні матчі клубу. 
З початком війни за незалежність Хорватії багато членів ВВВ мобілізувалися в хорватську армію, про що нагадує пам'ятник на стадіоні «Максимир».

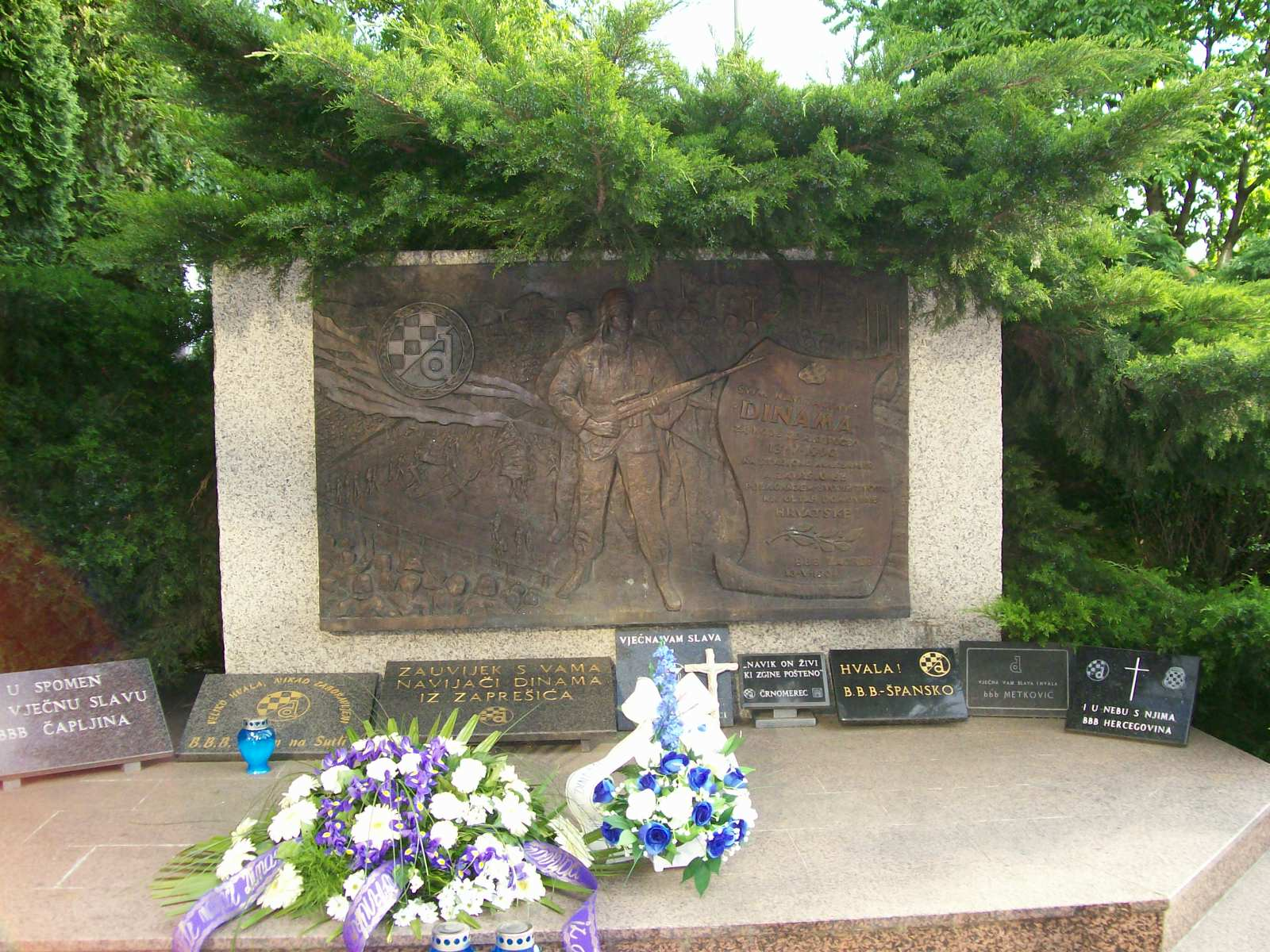
Пам'ятник фанатам «Динамо», які загинули у «Вітчизняній війні» біля західної трибуни «Максимиру».

У 2008 році угруповання виявилося втягнутим у скандал з приводу графіті, нанесеної на стіну будівлі Загребського електричного трамвая у Ремізі, що містив напис «Смерть журналістам, BBB ZG» (цей напис з'явився 21 березня  внаслідок бійки в парку Рибняк). Bad Blue Boys заперечували будь-яку причетність до графіті, а також до інших схожих інцидентів, звинувачуючи журналістів у «агітації та упередженості» за їхні заяви про те, що за всіма цими випадками стояли вболівальники «Динамо». Мер Загреба Мілан Бандич висловив свою підтримку фанатському об'єднанню, заявивши, що їх звинуватили помилково.
У листопаді 2008 року англійські ЗМІ похвалили вболівальників «Динамо» за їхню поведінку на стадіоні Уайт Харт Лейн у Лондоні на матчі Кубка УЄФА проти клубу «Тоттенхем Хотспур», коли вони продовжували голосно підтримувати свою команду. У 2011 році Bad Blue Boys було згадано у списку 16 «хардкорних хуліганських фірм, ультрас-груп, з якими ми не хотіли б зв'язуватися», складеному американським спортивним сайтом Bleacher Report.
З 11 серпня 2010 року Bad Blue Boys бойкотували матчі клубу через свої розбіжності з керівництвом клубу. Бойкот частково закінчився 30 серпня 2011 року, продовжуючи діяти для матчів у рамках Ліги чемпіонів того сезону.
Bad Blue Boys підтримують дружні стосунки з уболівальниками «Широкі-Брієг» (Škripari), грецького «Панатінаїкоса» (Gate 13), київського «Динамо» (White Boys Club, Rodychi), тбіліського «Динамо» та італійської «Роми».

## Україна і Bad Blue Boys
Bad Blue Boys підтримують теплі стосунки із фанатами київського «Динамо», делегації Bad Blue Boys відвідують матчі Динамо (Київ) у вигляді дружніх візитів. Bad Blue Boys підтримали Україну і українських уболівальників у боротьбі із вторгненням Росії
. На секторі вболівальників Bad Blue Boys
неодноразово були помічені жовто-сині прапори, а також інші форми підтримки України. Наприклад, хорвати вивісили прапор України під час матчу-відповіді 1/16 фіналу Ліги Європи проти «Вікторії» (Пльзень) 26 жовтня 2023 року
.